# النجاجرة (البسابسا)
النجاجرة هي إحدى مشيخات المملكة المغربية، تتبع جغرافيا لإقليم تاونات وإداريًا لالبسابسا. يقدر عدد سكانها بـ 3771 نسمة حسب الإحصاء الرسمي للسكان والسكنى لسنة 2004.